# Drosophila belladunni
Drosophila belladunni är en tvåvingeart som beskrevs av Heed och Krishnamurthy 1959. Drosophila belladunni ingår i släktet Drosophila och familjen daggflugor.
Artens utbredningsområde är Jamaica.